# Reserva da Biosfera Borboleta-monarca
A Reserva da Biosfera Borboleta-monarca (em espanhol Reserva de la Biosfera Mariposa Monarca) é uma Reserva da Biosfera situada nas terras altas do México central, criada para proteger o habitat de invernadouro e reprodução da borboleta-monarca. Foi declarada Património Mundial pela UNESCO em Julho de 2008.

## História
Em Setembro de 1980 foi criada a  Zona de Reserva y Refugio Silvestre que incluía os locais de reprodução e invernadouro da borboleta-monarca. Em 1986 a zona em causa é declarada Área Natural Protegida para los fines de la Migración, Invernación y Reproducción de la Mariposa Monarca, así como la conservación de sus condiciones ambientales. Em Novembro de 2000 com o o objectivo de aumentara a área abrangida é criada a Reserva de la Biosfera Mariposa Monarca.

## A reserva
A Reserva de la Biosfera Mariposa Monarca encontra-se situada entre os estados mexicanos de Michoacán (municípios de Contepec, Senguio, Angangueo, Ocampo, Zitácuaro e Aporo) e México (municípios de Temascalcingo, San Felipe del Progreso, Donato Guerra e Villa de Allende). Estende-se por uma área de 56 000 ha, dos quais cerca de 13 000 constituem os três núcleos principais e os restantes 43 000 correspondem a zonas tampão.

### Biodiversidade
Para além de ser o local de invernadouro e reprodução de milhões de borboletas-monarcas, esta reserva possui outras características naturais que a tornam relevante. É uma área importante para a captação da água das chuvas que alimenta numerosos corpos de água que abastecem as localidades da região bem como as cidades de Toluca e México. Está também integrada numa área de grande biodiversidade com quase 500 espécies de plantas e 50 espécies de fungos registadas.
A vegetação pode ser dividida em 5 tipos diferentes: o bosque de oyamel (Abies religiosa) o habitat característico da borboleta-monarca, bosque de pinheiro e oyamel, bosque de pinheiro, bosque de carvalho e bosque de cedro.
A fauna da zona inclui quase 200 espécies de vertebrados, incluindo 4 de anfíbios e 6 de répteis, 132 espécies de aves e 56 espécies de mamíferos (entre as quais se destacam o coiote e o veado).
Além da borboleta-monarca alberga ainda outras espécies também protegidas.

## Actividade humana
A área é habitada por aproximadamente 500 000 pessoas das etnias otomi e mazahua que contituem uma população rural. Entre as actividades produtivas desenvolvidas na área da reserva contam-se a agricultura (a mais relevante), a criação de gado para autoconsumo, aproveitamento florestal (para lenha e mobiliário), viveiros, usos tradicionais de fauna e flora, extracção de minerais, sobretudo de prata.

## Ameaças
As principais ameaças a esta Reserva da Biosfera são, entre outras: a diminuição da área de bosque de oyamel e pinheiro, habitat principal da borboleta-mariposa; falta de emprego para as populações; incêndios florestais com origem nas aactividades agropecuárias; desflorestação por alteração do uso dos solos; abate clandestino de árvores; pragas e doenças florestais; alta densidade populacional humana; falta de ordenamento das actividades mineiras.
Para tentar mitigar estes problemas, foram criadas e delimitadas várias zonas distintas em termos de utilização e acesso e procedeu-se à regulação das várias actividades desenvolvidas na área da reserva.